# Pakistans Føderalt Administrerede Stammeområder
Pakistans Føderalt Administrerede Stammeområder (Engelsk:Federally Administered Tribal Areas – F.A.T.A.) er områder i Pakistan, som styres af centralregeringen og bebos af stammefolk.
33°00′N 70°10′Ø / 33°N 70.17°Ø